# Усень-Ивановский завод
Усень-Ивановский медеплави́льный заво́д — металлургический завод на Южном Урале, действовавший в Оренбургской губернии с 1761 до 1866 года. Совместно и Верхне- и Нижнетроицким заводами входил в состав Троицкого горного округа. Ныне на месте бывшего завода находится село Усень-Ивановское.

## История

### XVIII век
В 1754 году строительством завода на Усени заинтересовался совладелец Юговского, Курашимского и Верхне-Троицкого заводов И. Г. Осокин. В ноябре 1754 года он отказался от этих планов.
В 1759 году завод на Усени основал племянник Ивана Гавриловича И. П. Осокин. Земельный участок в 130 верстах от Уфы и 330 верстах от Оренбурга был арендован у башкир Кайлинской и Кыр-Иланской волостей Казанской дороги. Указы Берг-коллегии о строительстве завода были изданы 21 июля 1759 года и 10 мая 1760 года (повторно). Запуск в эксплуатацию состоялся 29 ноября 1761 года в составе 2 медеплавильных печей. Позднее были построены ещё 2 печи. Усень-Ивановский завод находился в 40 верстах от Верхне-Троицкого и 45 верстах от Нижне-Троицкого завода, образовав с ними единый производственный комплекс. Позднее на основе этих заводов был создан Троицкий горный округ.
С момента запуска завод действовал нестабильно, объёмы выплавки меди значительно отличались от года к году. В 1763 году было выплавлено 1458 пудов меди, в 1765 году — 3837 пудов, в 1766 году — 2579 пудов, в 1767 году — 3198 пудов. Около 75 % металла отправлялось в Екатеринбург и Москву для производства монет, остальная медь продавалась на местном рынке. В годы крестьянской войны завод попал в зону боевых действий и был остановлен 21 ноября 1773 года. 12 сентября 1774 года завод был вновь запущен, выплавив до конца года 388 пудов меди. В 1775 году производство восстановилось, объём выплавки меди возрос до 2338 пудов. В начале 1780-х годов количество печей было увеличено до восьми.
С 1780-х годов Усень-Ивановский завод начал испытывать сложности со сбытом готовой продукции. Для оптимизации затрат на производство Осокин в 1789 году выкупил у башкир земельный участок с лесом и рудниками в полную собственность, что дало незначительный эффект. В 1797 году на заводе работали 8 медеплавильных печей и расковочный молот. Совместно с Троицкими заводами Усень-Ивановский эксплуатировал 449 рудников, из которых только 5 были действующими.

### XIX век
После смерти И. П. Осокина в 1808 году завод перешёл по наследству его детям. В 1811—1820 годы суммарная выплавка меди составила 8634 пудов. В 1821—1830 годы завод работал более стабильно и выплавил 15 тыс. пудов меди, но это не позволило владельцам расплатиться с долгами. В 1837 году Усень-Ивановский и Троицкие заводы были проданы Д. Е. Бенардаки за 1,7 млн рублей. Однако и новому заводовладельцу не удалось оживить деятельность предприятия.
В 1859 году к Усень-Ивановскому и Троицким заводам было приписано 73,9 тыс. десятин земли, в том числе 50,1 тыс. десятин леса, а также 5 действующих медных рудников. Совместно с Верхнетроицким заводом Усень-Ивановский эксплуатировал 10 медеплавильных печей, 2 шплейзофена, 1 гармахерский горн, 1 вагранку, 2 водяных колёса общей мощностью в 40 л. с. и 1 паровую машину в 24 л. с. На двух заводах числилось суммарно 2088 крепостных крестьян мужского пола.
После отмены крепостного права производство меди стало нерентабельным. В 1866 году Усень-Ивановский завод был остановлен, выплавив за весь период своего существования совместно с Троицкими заводами 13,2 тыс. т меди. В последние годы работы на заводе работали около 400 крепостных.
Ныне на месте бывшего завода находится село Усень-Ивановское.